# Europäischer Filmpreis 2017

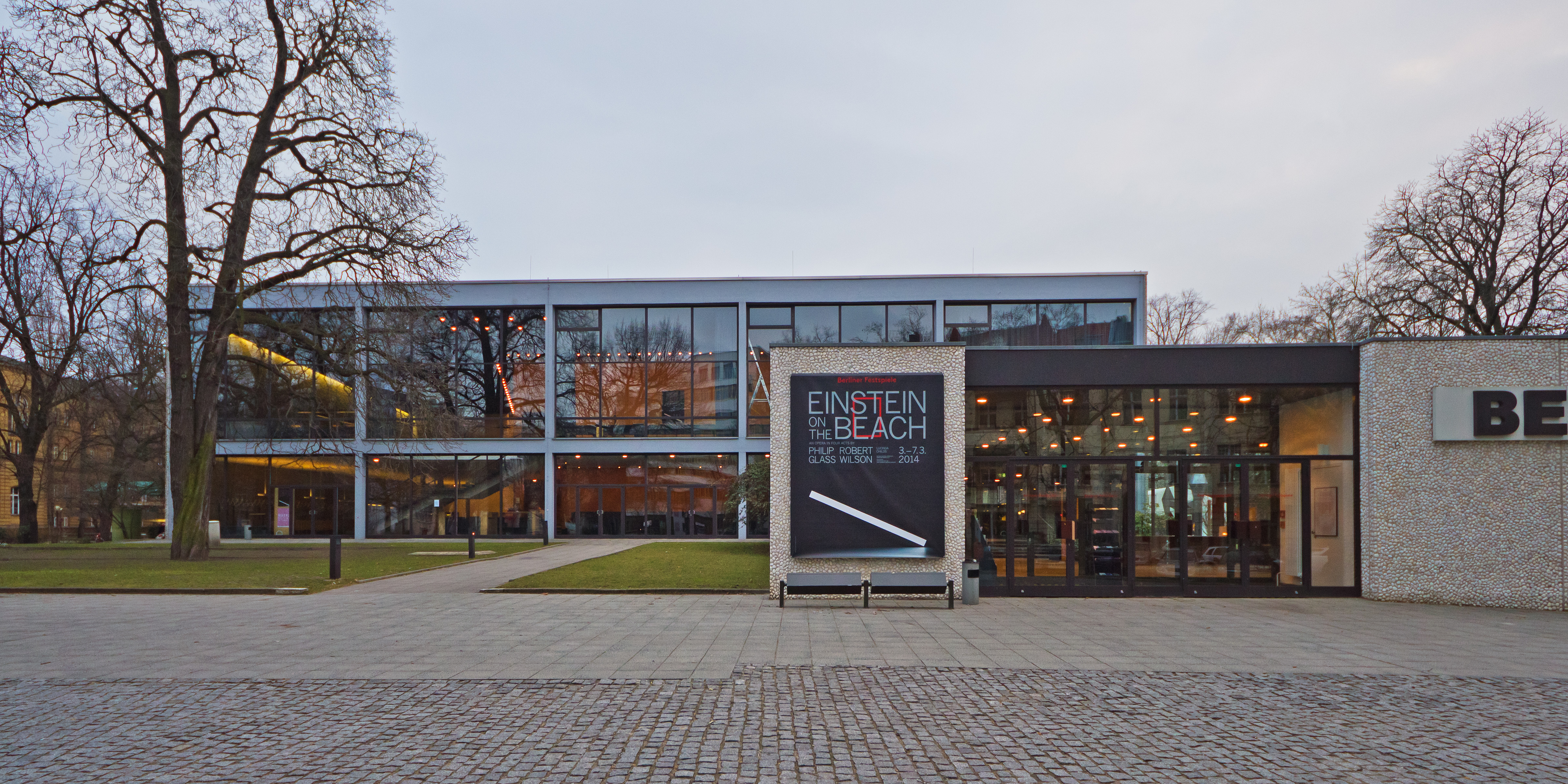
Das Haus der Berliner Festspiele, Veranstaltungsort der Europäischen Filmpreisverleihung 2017

Die 30. Verleihung des Europäischen Filmpreises fand am 9. Dezember 2017 im Haus der Berliner Festspiele in Berlin statt. Der Preis wird von der Europäischen Filmakademie (EFA) vergeben. Nachdem im Vorjahr die Fernsehgala anlässlich der Feierlichkeiten zur Kulturhauptstadt Europas in Breslau (Polen) stattgefunden hatte, wurde sie zum 13. Mal an die deutsche Hauptstadt vergeben, dem Sitz der EFA. Als Moderator der Verleihung wurde zum dritten Mal Thomas Hermanns ausgewählt.

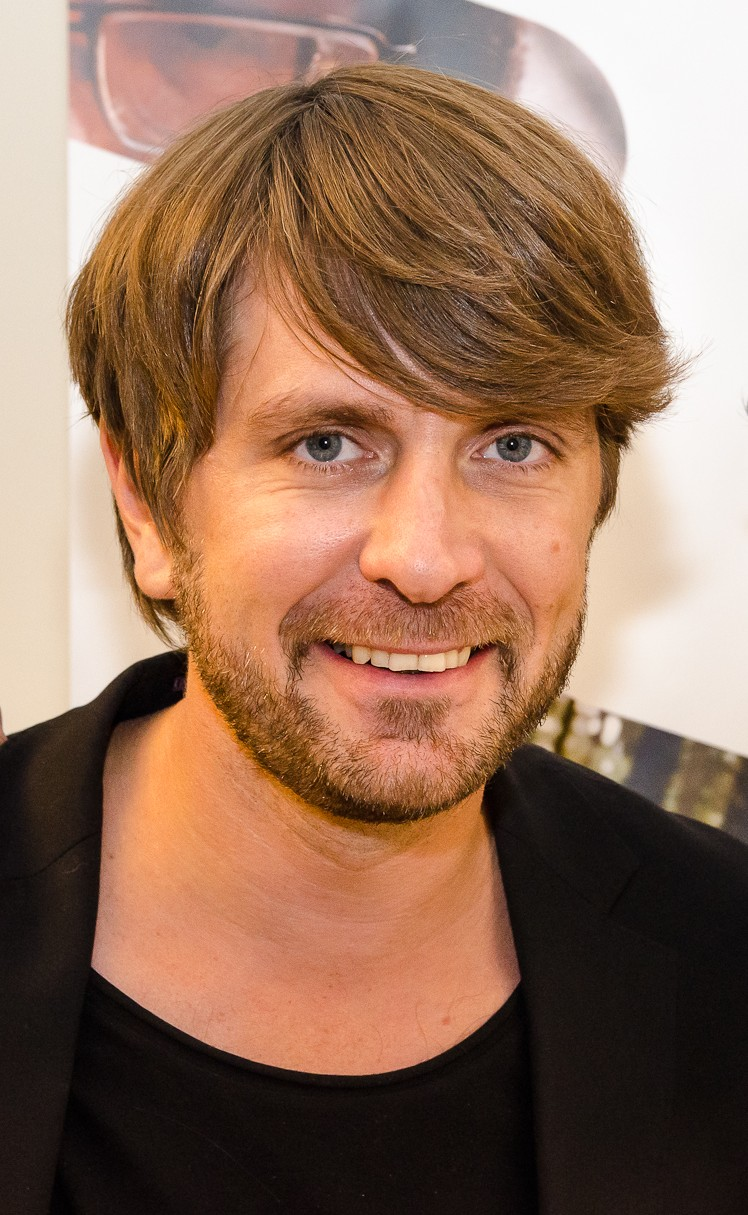
Ruben Östlund, Regisseur des ausgezeichneten Spielfilms The Square

Als bester Film wurde Ruben Östlunds Satire The Square ausgezeichnet, die für alle fünf regulären Nominierungen prämiert wurde. Die vollständigen Nominierungen waren am 4. November 2017 auf dem Europäischen Filmfestival von Sevilla bekanntgegeben worden.
Während der Verleihung wurde an den in Russland inhaftierten ukrainischen Filmemacher Oleh Senzow erinnert. Wim Wenders, Präsident der Europäischen Filmakademie, kritisierte in einer Ansprache u. a. die zunehmend antieuropäische Stimmung in der EU. Die europäischen Filmproduzentinnen Helena Danielsson, Rebecca O’Brien und Ada Solomon gaben eine Stellungnahme zur #MeToo-Debatte ab.
Bereits im Vorfeld standen die französische Schauspielerin und Filmemacherin Julie Delpy sowie der russische Filmregisseur und Drehbuchautor Alexander Sokurow als Gewinner fest. Delpy wurde die Auszeichnung für die Beste europäische Leistung im Weltkino zugesprochen, während Sokurow den Preis für ein Lebenswerk zuerkannt bekam. Ebenfalls im Vorfeld entschied eine siebenköpfige Jury über die Auszeichnungen in den Kategorien Beste Kamera, Bester Schnitt, Bestes Szenenbild, Bestes Kostümbild, Bestes Hairstyling und Make-up, Beste Filmmusik und Bester Ton.

## Preisträger und Nominierte
| Film                          | N | A |
| ----------------------------- | - | - |
| The Square                    | 5 | 5 |
| Körper und Seele              | 4 | 1 |
| The Killing of a Sacred Deer  | 3 | 0 |
| Loveless                      | 3 | 0 |
| 120 BPM                       | 2 | 0 |
| Die andere Seite der Hoffnung | 2 | 0 |
| Frantz                        | 2 | 0 |
| Happy End                     | 2 | 0 |

### Bester europäischer Film
präsentiert von Stellan Skarsgård sowie Johannes Bah Kuhnke, Alex Brendemühl, Anna Geislerová, Anamaria Marinca, Palina Rojinski und Ivan Shvedoff
The Square – Regie: Ruben Östlund
- 120 BPM (120 battements par minute) – Regie: Robin Campillo
- Die andere Seite der Hoffnung (Toivon tuolla puolen) – Regie: Aki Kaurismäki
- Körper und Seele (Testről és lélekről) – Regie: Ildikó Enyedi
- Loveless (Нелюбовь) – Regie: Andrei Swjaginzew

### Beste europäische Komödie
The Square – Regie: Ruben Östlund
- King of the Belgians – Regie: Jessica Woodworth und Peter Brosens
- Vincent – Regie: Christophe Van Rompaey
- Willkommen bei den Hartmanns – Regie: Simon Verhoeven

### Beste Regie
präsentiert von Elena Anaya und Carlos Saura
Ruben Östlund – The Square
- Ildikó Enyedi – Körper und Seele (Testről és lélekről)
- Aki Kaurismäki – Die andere Seite der Hoffnung (Toivon tuolla puolen)
- Yorgos Lanthimos – The Killing of a Sacred Deer
- Andrei Swjaginzew – Loveless (Нелюбовь)

### Beste Darstellerin
präsentiert von Sandra Hüller und Peter Simonischek
Alexandra Borbély – Körper und Seele (Testről és lélekről)
- Paula Beer – Frantz
- Juliette Binoche – Meine schöne innere Sonne (Un beau soleil intérieur)
- Isabelle Huppert – Happy End
- Florence Pugh – Lady Macbeth

### Bester Darsteller
präsentiert von Sandra Hüller und Peter Simonischek
Claes Bang – The Square
- Colin Farrell – The Killing of a Sacred Deer
- Josef Hader – Vor der Morgenröte
- Nahuel Pérez Biscayart – 120 BPM (120 battements par minute)
- Jean-Louis Trintignant – Happy End

### Bestes Drehbuch
präsentiert von Anna Geislerová und Anamaria Marinca
Ruben Östlund – The Square
- Ildikó Enyedi – Körper und Seele (Testről és lélekről)
- Yorgos Lanthimos und Efthymis Filippou – The Killing of a Sacred Deer
- François Ozon – Frantz
- Andrei Swjaginzew – Loveless (Нелюбовь)

### Jurypreise
Am 14. November 2017 wurden in Berlin die Gewinner der Jurypreise bekanntgegeben, die durch eine siebenköpfige Jury aus der offiziellen Auswahlliste für Spielfilme und separat eingereichten Filmen ausgewählt wurden. Der Jury gehörten der Tontechniker Samir Fočo (Bosnien und Herzegowina), der Komponist Raf Keunen (Belgien), die Filmeditorin Melanie Ann Oliver (Vereinigtes Königreich), die Kostümdesignerin Vassilia Rozana (Griechenland), die Maskenbildnerin Susana Sanchez (Spanien), der Kameramann Łukasz Żal (Polen) und der Szenenbildner Tonino Zera (Italien) an.
| Kategorie         | Preisträger                                                       |
| ----------------- | ----------------------------------------------------------------- |
| Beste Kamera      | Michail Kritschman – Loveless (Нелюбовь)                          |
| Bester Schnitt    | Robin Campillo – 120 BPM (120 battements par minute)              |
| Bestes Szenenbild | Josefin Åsberg – The Square                                       |
| Bestes Kostümbild | Katarzyna Lewińska – Die Spur (Pokot)                             |
| Bestes Maskenbild | Leendert van Nimwegen – Brimstone                                 |
| Beste Filmmusik   | Evgueni und Sacha Galperine – Loveless (Нелюбовь)                 |
| Bester Ton        | Oriol Tarragó – Sieben Minuten nach Mitternacht (A Monster Calls) |

## Offizielle Auswahlliste – Spielfilme
Auf der Auswahlliste für den Europäischen Filmpreis 2017 standen 51 Filme, darunter die Hauptpreisträger des Filmfestivals von Locarno 2016 (Godless), der Filmfestspiele von Berlin 2017 (Körper und Seele) und des Filmfestivals von Cannes 2017 (The Square). Körper und Seele und The Square wurden von Ungarn bzw. Schweden ebenfalls als offizielle Kandidaten auf eine Oscar-Nominierung 2018 in der Kategorie Bester fremdsprachiger Film ausgewählt. Außerdem auf der Auswahlliste für den Europäischen Filmpreis befanden sich die offiziellen Oscar-Beiträge 2018 aus Dänemark (Du forsvinder), Finnland (Tom of Finland), Frankreich (120 BPM), Italien (A Ciambra), Litauen (Frost), Niederlande (Layla M.), Österreich (Happy End), Polen (Die Spur), Russland (Loveless), Serbien (Rekvijem za Gospođu J.), Spanien (Fridas Sommer) und der Tschechischen Republik (Ice Mother).
Die für die regulären Kategorien nominierten Filme sind hellblau hervorgehoben.
| Film                                                   | Regie                       | Land                                                                                    | Darsteller (Auswahl) |
| ------------------------------------------------------ | --------------------------- | --------------------------------------------------------------------------------------- | --- |
| 120 BPM (120 battements par minute)                    | Robin Campillo              | Frankreich                                                                              | Nahuel Pérez, Arnaud Valois, Adèle Haenel, Antoine Reinartz                                                                        |
| Ana, mon amour                                         | Călin Peter Netzer          | Rumänien, Deutschland, Frankreich                                                       | Mircea Postelnicu, Diana Cavallioti                                                                                                |
| Die andere Seite der Hoffnung (Toivon tuolla puolen)   | Aki Kaurismäki              | Finnland, Deutschland                                                                   | Sherwan Haji, Sakari Kuosmanen, Kaija Pakarinen, Niroz Haji, Janne Hyytiäinen, Ilkka Koivula, Nuppu Koivu, Simon Hussein Al-Bazoon |
| Big Big World (Koca Dünya)                             | Reha Erdem                  | Türkei                                                                                  | Ecem Uzun, Berke Karaer |
| Brimstone                                              | Martin Koolhoven            | Niederlande, Deutschland, Belgien, Frankreich, Schweden, Vereinigtes Königreich, Ungarn | Guy Pearce, Emilia Jones, Carice van Houten, Kit Harington, Paul Anderson, William Houston, Carla Juri, Dakota Fanning             |
| A Ciambra                                              | Jonas Carpignano            | Italien, USA, Frankreich, Schweden                                                      | Pio Amato |
| A Date for Mad Mary                                    | Darren Thornton             | Irland                                                                                  | Seána Kerslake, Tara Lee, Charleigh Bailey                                                                                         |
| Du forsvinder                                          | Peter Schønau Fog           | Dänemark, Schweden                                                                      | Mikael Nyqvist, Mikkel Boe Følsgaard, Lars Knutzon, Sofus Rønnow, Meike Bahnsen, Trine Dyrholm, Nikolaj Lie Kaas                   |
| A Fábrica de nada                                      | Pedro Pinho                 | Portugal                                                                                | José Smith, Carla Galvão, Njamy Sebastião, Daniele Incalcaterra                                                                    |
| Fortunata                                              | Sergio Castellitto          | Italien                                                                                 | Jasmine Trinca, Stefano Accorsi, Alessandro Borghi, Edoardo Pesce, Nicole Centanni, Hanna Schygulla                                |
| Frantz                                                 | François Ozon               | Frankreich, Deutschland                                                                 | Paula Beer, Pierre Niney |
| Fridas Sommer (Estiu 1993)                             | Carla Simón                 | Spanien                                                                                 | Paula Robles, Bruna Cusí, David Verdaguer, Laia Artigas                                                                            |
| Frost                                                  | Šarūnas Bartas              | Litauen, Frankreich, Polen, Ukraine                                                     | Mantas Janciauskas, Lyja Maknaviciute, Vanessa Paradis, Andrzej Chyra                                                              |
| Godless                                                | Raliza Petrowa              | Bulgarien, Dänemark, Frankreich                                                         | Aleksandar Trifonow, Irena Iwanowa, Wenzislaw Konstantinow, Iwan Nalbantow                                                         |
| Happy End                                              | Michael Haneke              | Frankreich, Deutschland, Österreich                                                     | Mathieu Kassovitz, Fantine Harduin, Isabelle Huppert, Jean-Louis Trintignant                                                       |
| Herzstein (Hjartasteinn)                               | Guðmundur Arnar Guðmundsson | Island, Dänemark                                                                        | Blær Hinriksson, Diljá Valsdóttir, Katla Njálsdóttir, Baldur Einarsson                                                             |
| Home                                                   | Fien Troch                  | Belgien                                                                                 | Els Deceukelier, Sebastian Van Dun, Mistral Guidotti, Loïc Batog, Lena Suijkerbuijk, Karlijn Sileghem                              |
| Ice Mother (Bába z Ledu)                               | Bohdan Sláma                | Tschechische Republik, Slowakei, Frankreich                                             | Václav Neužil, Tatiana Vilhelmová, Marek Daniel, Petra Špalková, Zuzana Kronerová, Pavel Nový, Daniel Vízek                        |
| In Zeiten des abnehmenden Lichts                       | Matti Geschonneck           | Deutschland                                                                             | Bruno Ganz, Sylvester Groth, Hildegard Schmahl, Yevgeniya Dodina, Alexander Fehling, Gabriela Maria Schmeide, Natalia Belitski     |
| Innen Leben (Insyriated)                               | Philippe Van Leeuw          | Belgien, Frankreich                                                                     | Hiam Abbass, Diamand Abou Abboud, Juliette Navis                                                                                   |
| Istanbul Kirmizisi (İstanbul Kırmızısı)                | Ferzan Özpetek              | Türkei, Italien                                                                         | Halit Ergenç, Tuba Buyukustun, Nejat Isler, Cigdem Selisik                                                                         |
| Ein Jude als Exempel                                   | Jacob Berger                | Schweiz                                                                                 | André Wilms, Aurélien Patouillard, Bruno Ganz                                                                                      |
| Jupiter’s Moon (Jupiter Holdja)                        | Kornél Mundruczó            | Ungarn, Deutschland                                                                     | Merab Ninidze, Zsomber Jéger, György Cserhalmi, Monika Balsai                                                                      |
| Körper und Seele (Testről és lélekről)                 | Ildikó Enyedi               | Ungarn                                                                                  | Géza Morcsányi, Alexandra Borbély                                                                                                  |
| The Killing of a Sacred Deer                           | Giorgos Lanthimos           | Irland, Vereinigtes Königreich                                                          | Raffey Cassidy, Sunny Suljic, Colin Farrell, Nicole Kidman, Barry Keoghan                                                          |
| The King’s Choice – Angriff auf Norwegen (Kongens nei) | Erik Poppe                  | Norwegen, Dänemark, Schweden, Irland                                                    | Karl Markovics, Jesper Christensen, Anders Baasmo Christiansen                                                                     |
| Lady Macbeth                                           | William Oldroyd             | Vereinigtes Königreich                                                                  | Christopher Fairbank, Florence Pugh, Cosmo Jarvis, Paul Hilton, Naomi Ackie                                                        |
| Layla M.                                               | Mijke de Jong               | Niederlande, Jordanien, Belgien, Deutschland                                            | Ilias Addab, Nora El Koussour |
| Die letzte Familie (Ostatnia rodzina)                  | Jan P. Matuszyński          | Polen                                                                                   | Andrzej Seweryn, Dawid Ogrodnik, Aleksandra Konieczna, Andrzej Chyra                                                               |
| Loveless (Нелюбовь, Nelyubov)                          | Andrei Swjaginzew           | Russland                                                                                | Alexei Rosin, Marjana Spiwak |
| Das Mädchen aus dem Norden (Sameblod)                  | Amanda Kernell              | Schweden, Dänemark, Norwegen                                                            | Maj Doris Rimpi, Julius Fleischanderl, Lene Cecilia Sparrok, Mia Erika Sparrok                                                     |
| Meine schöne innere Sonne (Un beau soleil intérieur)   | Claire Denis                | Frankreich                                                                              | Philippe Katerine, Josiane Balasko, Juliette Binoche, Xavier Beauvois                                                              |
| Moya Babusya Fani Kaplan                               | Olena Demjanenko            | Ukraine                                                                                 | Kateryna Moltschanowa, Myroslaw Slaboschpyzkyj, Iwan Browin                                                                        |
| Paradies (Рай)                                         | Andrei Kontschalowski       | Russland, Deutschland                                                                   | Julija Wyssozkaja, Christian Clauss, Philippe Duquesne, Wiktor Suchorukow, Peter Kurt                                              |
| The Party                                              | Sally Potter                | Vereinigtes Königreich                                                                  | Patricia Clarkson, Bruno Ganz, Cherry Jones, Emily Mortimer, Cillian Murphy, Kristin Scott Thomas, Timothy Spall                   |
| Powidoki                                               | Andrzej Wajda               | Polen                                                                                   | Bogusław Linda, Zofia Wichłacz, Bronisława Zamachowska, Krzysztof Pieczyński                                                       |
| Requiem für Frau J. (Rekvijem za Gospođu J.)           | Bojan Vuletić               | Serbien, Bulgarien, Mazedonien, Russland, Frankreich                                    | Mirjana Karanović, Jovana Gavrilovic, Danica Nedeljkovic, Vucic Perovic                                                            |
| Rückkehr nach Montauk (Return to Montauk)              | Volker Schlöndorff          | Deutschland, Frankreich, Irland                                                         | Stellan Skarsgård, Nina Hoss, Susanne Wolff, Bronagh Gallagher                                                                     |
| Die Sanfte (Кроткая)                                   | Sergei Loznitsa             | Frankreich, Deutschland, Litauen, Niederlande                                           | Wassilina Makowzewa |
| Sieben Minuten nach Mitternacht (A Monster Calls)      | Juan Antonio Bayona         | Spanien                                                                                 | Lewis MacDougall, Sigourney Weaver, Liam Neeson, Felicity Jones, Toby Kebbell                                                      |
| Son of Sofia (O Gios Tis Sofias)                       | Elina Psykou                | Griechenland, Bulgarien, Frankreich                                                     | Victor Khomut, Valery Tscheplanowa, Thanassis Papageorgiou                                                                         |
| Die Spur (Pokot)                                       | Agnieszka Holland           | Polen                                                                                   | Miroslav Krobot, Patrycja Volny, Jakub Gierszał, Agnieszka Mandat, Wiktor Zborowski                                                |
| The Square                                             | Ruben Östlund               | Schweden, Deutschland, Frankreich, Dänemark                                             | Claes Bang, Elisabeth Moss, Dominic West, Terry Notary, Christopher Læssø                                                          |
| Tarde para la ira                                      | Raúl Arévalo                | Spanien                                                                                 | Antonio de la Torre, Luis Callejo, Ruth Diaz                                                                                       |
| Tom of Finland                                         | Dome Karukoski              | Finnland, Deutschland, Schweden, Dänemark                                               | Pekka Strang, Jessica Grabowsky, Lauri Tilkanen                                                                                    |
| Učitelka                                               | Jan Hřebejk                 | Slowakei, Tschechische Republik                                                         | Zuzana Mauréry |
| Unzertrennlich (Indivisibili)                          | Edoardo De Angelis          | Italien                                                                                 | Marianna Fontana, Antonia Truppo, Massimiliano Rossi, Angela Fontana                                                               |
| Ustav Republike Hrvatske                               | Rajko Grlic                 | Kroatien, Slowenien, Tschechische Republik, Mazedonien                                  | Nebojša Glogovac, Dejan Acimovic, Ksenija Marinkovic                                                                               |
| Vor der Morgenröte                                     | Maria Schrader              | Deutschland, Österreich, Frankreich                                                     | André Szymanski, Josef Hader, Barbara Sukowa, Aenne Schwarz, Matthias Brandt, Charly Hübner                                        |
| Western                                                | Valeska Grisebach           | Deutschland, Bulgarien, Österreich                                                      | Meinhard Neumann, Reinhardt Wetrek, Syuleyman Alilov Letifov, Veneta Frangova, Vyara Borisova                                      |
| Wilde Maus                                             | Josef Hader                 | Österreich                                                                              | Josef Hader, Pia Hierzegger, Georg Friedrich, Jörg Hartmann, Denis Moschitto                                                       |

## Weitere Preise

### Beste europäische Leistung im Weltkino
präsentiert von Volker Schlöndorff und Ethan Hawke (letztgenannter via Videonachricht)
Julie Delpy, französische Schauspielerin, Regisseurin und Filmproduzentin
Delpy war in der Vergangenheit zweimal vergeblich für einen regulären Europäischen Filmpreis nominiert: 1991 für Homo Faber (Beste Darstellerin) und 2007 für 2 Tage Paris (Publikumspreis – Bester Film). Während ihrer Dankesrede machte Delpy darauf aufmerksam, dass drei Wochen vor den Vorbereitungen zu ihrem neuen Film mit Daniel Brühl in Deutschland eine Finanzierung von 600.000 Euro weggefallen sei. Sie bot an, ein gemeinsames Frühstück zu verlosen sowie einen Part in dem Film zu vergeben, um das Projekt weiter realisieren zu können.

### Preis für ein Lebenswerk
präsentiert von Agnieszka Holland
Alexander Sokurow, russischer Regisseur und Drehbuchautor
Sokurow war in der Vergangenheit viermal vergeblich für einen regulären Europäischen Filmpreis nominiert: 1988 für Tage der Finsternis (Bester Jugendfilm), 1999 für Moloch (Bester Film), 2001 für Elegia Dorogi (Bester Dokumentarfilm) und 2002 für Russian Ark (Beste Regie).

### Europäischer Koproduzentenpreis – „Prix EURIMAGES“
präsentiert von Danis Tanović
Cedomir Kolar (Noe Productions/A.S.A.P. Films)

### Bester Kurzfilm
15 Filme qualifizierten sich für den Preis in der Kategorie Bester europäischer Kurzfilm. Diese wurden von unabhängigen Jurys auf 15 Filmfestivals ausgewählt. Den Sieger kürten die über 3000 Mitglieder der EFA, der auf der Preisverleihung bekanntgegeben wurde.
präsentiert von Jack Reynor
| Film                                                                    | Regie                           | Land                    | Länge (in min.) | Nominierung (Festival) |
| ----------------------------------------------------------------------- | ------------------------------- | ----------------------- | --------------- | ---------------------- |
| Copa-Loca                                                               | Christos Massalas               | Griechenland            | 14’             | Sarajevo               |
| Los Desheredados (The Disinherited)                                     | Laura Ferrés                    | Spanien                 | 18’             | Vila do Conde          |
| En la Boca                                                              | Matteo Gariglio                 | Schweiz, Argentinien    | 25’             | Krakau                 |
| Fight on a Swedish Beach!!                                              | Simon Vahlne                    | Schweden                | 15’             | Valladolid             |
| Gros chagrin (You Will Be Fine)                                         | Céline Devaux                   | Frankreich              | 15’             | Venedig                |
| Havêrk (The Circle)                                                     | Rûken Tekeş                     | Türkei                  | 14’             | Drama                  |
| Os Humores Artificiais (The Artificial Humors / Die künstlichen Humore) | Gabriel Abrantes                | Portugal                | 30’             | Berlin                 |
| Information Skies                                                       | Metahaven                       | Niederlande, Südkorea   | 24’             | Rotterdam              |
| Jeunes Hommes à la fenêtre (Young Men at Their Window)                  | Loukianos Moshonas              | Frankreich              | 18’             | Locarno                |
| Love                                                                    | Réka Bucsi                      | Ungarn, Frankreich      | 16’             | Uppsala                |
| The Party                                                               | Andrea Harkin                   | Irland                  | 14’             | Cork                   |
| Scris/Nescris (Written/Unwritten)                                       | Adrian Silişteanu               | Rumänien                | 20’             | Tampere                |
| Timecode                                                                | Juanjo Giménez                  | Spanien                 | 15’             | Gent                   |
| Ugly                                                                    | Redbear Easterman Nikita Diakur | Deutschland             | 12’             | Bristol                |
| Wannabe                                                                 | Jannis Lenz                     | Österreich, Deutschland | 29’             | Clermont-Ferrand       |

### Bester Dokumentarfilm
Seit 2015 wird vor Bekanntgabe der fünf Nominierungen eine Auswahlliste von 15 Dokumentarfilmen präsentiert, die von einem Auswahlkomitee, bestehend aus Mitgliedern der EFA und des European Documentary Network (EDN), zusammengestellt wird. Berücksichtigt werden Vorschläge von Dokumentarfilmfestivals sowie individuelle Einreichungen. Aus den 15 vorausgewählten Filmen wählten die über 3000 Mitglieder der Europäischen Filmakademie die Nominierten und den späteren Preisträger aus.
präsentiert von Anamaria Marinca
Kommunion (Komunia) – Regie: Anna Zamecka (Polen)
- Austerlitz – Regie: Sergei Loznitsa (Deutschland)
- The Good Postman – Regie: Tonislaw Christow (Finnland, Bulgarien)
- Mein Leben – Ein Tanz (La Chana) – Regie: Lucija Stojevic (Spanien, Island, USA)
- Stranger in Paradise – Regie: Guido Hendrikx (Niederlande)

Auf die Auswahlliste, aber nicht unter die Nominierten gelangten folgende Filmproduktionen:
- Das grüne Gold (Dead Donkeys Fear No Hyenas) – Regie: Joakim Demmer (Schweden, Deutschland, Finnland)
- How to Meet a Mermaid – Regie: Coco Schrijber (Niederlande, Dänemark)
- In Loco Parentis – Regie: Neasa Ní Chianáin, David Rane (Irland, Spanien)
- Liberami – Regie: Federica Di Giacomo (Italien, Frankreich)
- Meister der Träume (Nothingwood) – Regie: Sonia Kronlund (Frankreich, Deutschland)
- A l’ouest du Jourdain – Regie: Amos Gitai (Frankreich)
- Taste of Cement – Der Geschmack von Zement – Regie: Ziad Kalthoum (Deutschland, Libanon, Syrien, Vereinigte Arabische Emirate, Katar)
- Ultra – Regie: Balázs Simonyi (Ungarn)
- The Venerable W. – Regie: Barbet Schroeder (Frankreich, Schweiz)
- The War Show – Regie: Andreas Dalsgaard, Obaidah Zytoon (Dänemark, Syrien, Finnland)

### Bester Animationsfilm
Die vier Nominierungen für den besten europäischen Animationsfilm kamen durch ein Auswahlkomitee, bestehend aus drei EFA-Mitgliedern und drei Repräsentanten des europäischen Verbands für Animationsfilm CARTOON, zustande. Den Sieger kürten die über 3000 Mitglieder der Europäischen Filmakademie, der auf der Preisverleihung bekanntgegeben wurde.
präsentiert von Palina Rojinski und Alex Brendemühl
Loving Vincent – Regie: Dorota Kobiela und Hugh Welchman (Polen, Vereinigtes Königreich)
- Ethel & Ernest – Regie: Roger Mainwood (Vereinigtes Königreich, Luxemburg)
- Louise en hiver – Regie: Jean-François Laguionie (Frankreich, Kanada)
- Zombillénium – Regie: Arthur de Pins und Alexis Ducord (Frankreich, Belgien)

### Bester Erstlingsfilm („Europäische Entdeckung – Prix FIPRESCI“)
Die fünf Nominierungen für das beste europäische Spielfilmdebüt kamen durch ein Auswahlkomitee, bestehend aus zwei EFA-Mitgliedern und drei Mitgliedern der Fédération Internationale de la Presse Cinématographique (FIPRESCI), zustande. Den Sieger kürten die über 3000 Mitglieder der Europäischen Filmakademie, der auf der Preisverleihung bekanntgegeben wurde.
präsentiert von Stephen Frears
Lady Macbeth – Regie: William Oldroyd (Vereinigtes Königreich)
- Bloody Milk (Petit paysan) – Regie: Hubert Charuel (Frankreich)
- Godless (Bezbog) – Regie: Raliza Petrowa (Bulgarien, Dänemark, Frankreich)
- Summer 1993 (Estiu 1993) – Regie: Carla Simón (Spanien)
- Die Einsiedler (The Eremites) – Regie: Ronny Trocker (Deutschland, Österreich, Italien)

### European University Film Award(EUFA)
Basierend auf der Liste der 51 Spielfilme sowie der 15 Dokumentarfilme wurden folgende fünf Filme für den 2016 neu geschaffenen European University Film Award (EUFA) ausgewählt. Die nominierten Filme wurden an 21 Universitäten in 21 Ländern diskutiert.
Herzstein (Hjartasteinn) – Regie: Guðmundur Arnar Guðmundsson
- Die andere Seite der Hoffnung (Toivon tuolla puolen) – Regie: Aki Kaurismäki
- Home – Regie: Fien Troch
- Loveless (Нелюбовь) – Regie: Andrei Swjaginzew
- The War Show – Regie: Andreas Dalsgaard und Obaidah Zytoon

### Publikumspreis
Durch den Publikumspreis (People’s Choice Award) hatten Kinozuschauer vom 1. September bis zum 31. Oktober 2017 die Möglichkeit, ihren Favoriten via Internet aus einer Auswahlliste zu küren:
präsentiert von Pierfrancesco Favino
Vor der Morgenröte – Regie: Maria Schrader
- Die andere Seite der Hoffnung (Toivon tuolla puolen) – Regie: Aki Kaurismäki
- Bacalaureat – Regie: Cristian Mungiu
- Bridget Jones’ Baby (Bridget Jones’s Baby) – Regie: Sharon Maguire
- Frantz – Regie: François Ozon
- Die Kommune (Kollektivet) – Regie: Thomas Vinterberg
- Phantastische Tierwesen und wo sie zu finden sind – Regie: David Yates
- Sieben Minuten nach Mitternacht (A Monster Calls) – Regie: Juan Antonio Bayona
- Die Überglücklichen (La pazza gioia) – Regie: Paolo Virzì